# Giuseppe Chicchi
Giuseppe Chicchi (Verucchio, 10 febbraio 1944) è un politico italiano, sindaco di Rimini dal 15 giugno 1992 al 27 giugno 1999.

## Biografia
Nato il 10 febbraio 1944 a Verucchio (RN), fin da giovane è impegnato in politica nelle file del Partito di Unità Proletaria per il Comunismo, con cui alle elezioni regionali in Emilia-Romagna del 1980 viene eletto in Consiglio regionale dell'Emilia-Romagna, e dall'11 giugno 1981 diventa assessore all'ambiente e difesa del suolo della giunta regionale dell'Emilia-Romagna presieduta da Lanfranco Turci.
Nel 1984, con il resto del PdUP per il Comunismo, confluisce nel Partito Comunista Italiano (PCI), con il quale alle elezioni regionali emiliane-romagnole del 1985 viene confermato sia consigliere regionale che assessore con le deleghe precedenti. Nel 1987 diventa assessore regionale al turismo e commercio; terminando il mandato regionale nel 1990.
Nel 1991 aderisce alla svolta della Bolognina di Achille Occhetto che porta alla confluenza del PCI al post-comunista Partito Democratico della Sinistra (PDS), e successivamente nel 1998 ai Democratici di Sinistra (DS) di Massimo D'Alema.
È stato sindaco di Rimini dal 14 giugno 1992 al 1º luglio 1993 e dal 16 luglio 1993 al 29 giugno 1999.
Alle elezioni politiche del 2006 viene candidato alla Camera dei deputati, tra le liste dell'Ulivo (lista che univa i DS con La Margherita di Francesco Rutelli) nella circoscrizione Emilia-Romagna, venendo eletto deputato. Nella XV legislatura della Repubblica è stato componente della 10ª Commissione Attività produttive, commercio e turismo. Nel 2007 aderisce al neonato Partito Democratico. Nel 2008 conclude il mandato parlamentare.
Nel 2017 segue la scissione di Pier Luigi Bersani dal PD che dà vita ad Articolo Uno-MDP e alle elezioni politiche del 2018 viene candidato tra le liste di Liberi e Uguali, senza risultare eletto.
Nel 2023 allo scioglimento di Articolo Uno, rientra nel Partito Democratico.